# Bilal Hussein
Bilal Hussein (Stockholm, 22 april 2000) is een voetballer met zowel de Zweedse als de Somalische nationaliteit die doorgaans als centrale middenvelder speelt. In 2018 maakte hij bij AIK zijn debuut in het betaald voetbal. In augustus 2023 maakte hij de overstap van de Zweedse club naar Hertha BSC. Op 9 januari 2023 maakte hij zijn de debuut in het nationale elftal van Zweden.

## Clubloopbaan

### Jeugd
Hussein begon als zevenjarige te voetballen bij Bromstens IK waarna hij na zeven jaar de overstap naar de jeugdacademie van AIK maakte. Binnen een jaar volgde op 14-jarige leeftijd op zijn debuut in de onder 17. Twee jaar later werd hij doorgeschoven naar de onder 19. In het seizoen 2017 werd hij vast onderdeel van de onder 19 en droeg hij een aantal malen de aanvoerdersband. In 2019 maakte hij de overstap naar de senioren.

### AIK
In de voorbereiding op het seizoen 2017 werd hij aan de eerste selectie toegevoegd maar kwam geen van de oefenwedstrijden in actie. Op 20 augustus zat hij tijdens de uitwedstrijd tegen Östersunds FK als A-junior voor de eerste keer tijdens een officiële wedstrijd bij de selectie van het eerste elftal. Hoofdcoach Rikard Norling liet hem deze middag niet invallen. Hij zat de rest van het seizoen 2017 nog een paar keer reserve maar tot speeltijd kwam het niet voor hem.
Tijdens de voorbereiding op het seizoen 2018 werd hij opnieuw bij het eerste elftal gehaald. In de oefenwedstrijd tegen FC Inter Turku speelde hij voor de eerste keer met de senioren mee. Op 30 januari tekende Hussein zijn eerste profcontract tot 2021. Op 24 februari maakte hij zijn debuut in het eerste elftal tijdens de groepswedstrijd voor de Svenska Cuppen in de uitwedstrijd tegen IK Oddevold. Tijdens het met 1-2 gewonnen duel in Uddevalla kwam hij in de 60e minuut in de ploeg voor Nabil Bahoui. Tijdens de 6e competitieronde op 27 april maakte hij zijn competitiedebuut voor AIK in de Allsvenskan. In de met 2-0 gewonnen thuiswedstrijd tegen IK Sirius kwam hij in de 86e minuut in de ploeg voor de tweevoudig doelpuntenmaker Bahoui. Hij werd in augustus voor de rest van het seizoen uitgeleend aan Vasalunds IF.  Hierdoor bleef zijn inzet voor AIK beperkt tot twee wedstrijden. Hij kon echter daardoor wel een landskampioenschap op zijn palmares bijschrijven omdat AIK in het seizoen 2018 hun twaalfde Zweedse titel binnenhaalde.
Na terugkomst van Vasalunds IF leek het seizoen 2019 de doorbraak te worden voor Hussein bij AIK. Op 15 mei stelde Norling hem tijdens de uitwedstrijd tegen Helsingborgs IF voor de eerste keer op in het basiselftal. In het met 1-3 gewonnen duel was hij direct belangrijk door in de 10e minuut de voorzet te geven waaruit Tarik Elyounoussi de 0-1 maakte. Begin juli maakte hij zijn Europese debuut tijdens een wedstrijd in de voorronde van de Champions League. In de uitwedstrijd tegen FC Ararat-Armenia begon hij in het basiselftal en werd hij in de rust gewisseld voor Sebastian Larsson.  Naast deze wedstrijd speelde hij ook tegen NK Maribor en Celtic Glasgow. In september verdween hij weer naar de reservebank. Aan het einde van het seizoen maakte hij op 9 november zijn eerste doelpunt voor AIK tijdens de 2e ronde van de Svenska Cuppen. Tijdens de met 0-7 gewonnen uitwedstrijd tegen Enskede IK maakte hij in de 84e minuut vanuit een strafschop het zesde doelpunt.
In het seizoen 2020 maakte hij in de 3e competitieronde op 21 juni zijn eerste doelpunt in de Allsvenskan tijdens de met 0-2 gewonnen uitwedstrijd tegen Hammarby IF. In de stadsderby maakte hij in de Tele2 Arena in de 55e minuut na een voorzet van Paulos Abraham de 0-1. Drie minuten later gaf hij de assist waaruit de 0-2 werd gemaakt. Ondanks de moeizame competitiestart leek Hussein zich naar een basisplaats te hebben gespeeld. Wegens de tegenvallende resultaten werd Norling na 11 wedstrijden ontslagen en vervangen door Bartosz Grzelak. De trainerswissel leidde ertoe dat Hussein minder aan spelen toekwam en hij regelmatig op de reservebank terug te vinden was.
Het seizoen 2021 kwam de definitieve doorbraak voor Hussein. Vanaf de eerste competitieronde tegen Degerfors IF had hij een basisplaats. Zijn goede prestaties werden beloond waardoor in juni zijn contract werd opgebroken en verlengd tot eind 2023. Hij stond dit seizoen bij alle 30 competitiewedstrijden bij het eerste fluitsignaal aan de aftrap. Hij eindigde met AIK in de competitie op doelsaldo op een tweede plaats achter kampioen Malmö FF. In de zomer van 2023 maakte hij na 144 wedstrijden waarin hij zes maal wist te scoren de overstap naar Hertha BSC.

#### Verhuur aan Vasalunds IF
Op 12 augustus 2018 maakte hij zijn debuut tijdens de thuiswedstrijd tegen Sundbybergs IK. Trainer Nebojša Novaković bracht hem in de 28e minuut in de ploeg. Hij speelde in totaal zeven wedstrijden voor de club uit Solna.

### Hertha BSC
Eind augustus tekende Hussein een contract tot 2026 voor de club uit de Duitse hoofdstad. Op 17 september 2023 maakte hij zijn debuut in het eerste elftal van Hertha BSC tijdens de 3-0 gewonnen thuiswedstrijd tegen Eintracht Braunschweig. In het Olympiastadion bracht hoofdcoach Pál Dárdai hem in de 70e minuut in het veld voor Márton Dárdai. Koud in het veld gaf hij een assist op Haris Tabaković die het derde Berlijnse doelpunt maakte. Het lukte Hussein niet om een vaste basisplaats te veroveren in zijn eerste buitenlandse seizoen. In de 28e competitieronde op 5 april maakte hij zijn eerste doelpunt in het shirt van Hertha tijdens de met 2-3 gewonnen uitwedstrijd tegen SC Paderborn 07. Na te zijn ingevallen in de 78e minuut maakte hij twee minuten later na een voorzet van Jonjoe Kenny de 2-2 gelijkmaker. Op het einde van het seizoen maakte hij meer speelminuten maar tot een echte doorbrak leidde dit niet voor Hussein.
De eerste helft van het seizoen 2024/25 stond voor Hussein in het teken van blessures. Hij moest de start van de competitie wegens een spierblessure aan zich voorbij laten gaan. Hij maakte in september zijn comeback in het tweede elftal echter na acht wedstrijden raakte hij opnieuw geblesseerd. Hij kwam tot de winterstop niet meer in actie.

## Clubstatistieken
| Seizoen                        | Club            | Competitie                  | Competitie | Competitie | Beker | Beker | Internationaal | Internationaal | Overig | Overig | Totaal | Totaal |
| Seizoen                        | Club            | Competitie                  | Wed.       | Dlp.       | Wed.  | Dlp.  | Wed.           | Dlp.           | Wed.   | Dlp.   | Wed.   | Dlp.   |
| ------------------------------ | --------------- | --------------------------- | ---------- | ---------- | ----- | ----- | -------------- | -------------- | ------ | ------ | ------ | ------ |
| 2018                           | AIK             | Allsvenskan                 | 1          | 0          | 1     | 0     | 0              | 0              | 0      | 0      | 2      | 0      |
| 2018                           | → Vasalunds IF  | Division 2 (Norra Svealand) | 7          | 0          | 0     | 0     | 0              | 0              | 0      | 0      | 7      | 0      |
| 2019                           | AIK             | Allsvenskan                 | 16         | 0          | 3     | 0     | 0              | 0              | 0      | 0      | 19     | 0      |
| 2020                           | AIK             | Allsvenskan                 | 25         | 2          | 2     | 1     | 3              | 0              | 0      | 0      | 30     | 3      |
| 2021                           | AIK             | Allsvenskan                 | 30         | 1          | 4     | 0     | 0              | 0              | 0      | 0      | 34     | 1      |
| 2022                           | AIK             | Allsvenskan                 | 24         | 0          | 4     | 0     | 0              | 0              | 0      | 0      | 28     | 0      |
| 2023                           | AIK             | Allsvenskan                 | 19         | 1          | 6     | 1     | 6              | 0              | 0      | 0      | 31     | 2      |
| 2023/24                        | Hertha BSC      | 2.Bundesliga                | 17         | 1          | 1     | 0     | 0              | 0              | 2      | 0      | 20     | 1      |
| 2024/25                        | Hertha BSC II   | Regionalliga Nordost        | 8          | 0          | 0     | 0     | 0              | 0              | 0      | 0      | 8      | 0      |
| Carrière totaal                | Carrière totaal | Carrière totaal             | 147        | 5          | 21    | 2     | 0              | 9              | 2      | 0      | 178    | 7      |
| Bijgewerkt tot 24 januari 2025 |                 |                             |            |            |       |       |                |                |        |        |        |        |

## Interlandloopbaan
Hussein kwam uit voor diverse Zweedse jeugdelftallen waarmee hij niet op een eindronde actief was. Hij speelde 28 jeugdinterlands waarin hij twee keer wist te scoren. Hij speelde in deze wedstrijden samen met onder andere Dejan Kulusevski, Felix Beijmo, Svante Ingelsson en Gabriel Gudmundsson. In 2023 maakte hij zijn debuut in het nationale elftal van Zweden tijdens een oefeninterland tegen Finland.

### Zweedse jeugdteams
Hussein maakte op 31 augustus 2017 zijn debuut in Zweden –17 tijdens de met 0-1 gewonnen vriendschappelijke wedstrijd tegen zijn leeftijdsgenoten van Slowakije. Bondscoach Hans Wildow liet hem in de basis starten. In Zweden –21 maakte hij op 25 maart 2019 zijn eerste doelpunt tijdens een jeugdinterland. In de met 2-1 gewonnen oefeninterland tegen Schotland –21 maakte hij na 8 minuten de openingstreffer van de wedstrijd. Op 3 juni 2021 droeg hij tijdens de vriendschappelijke oefeninterland tegen Finland –21 voor de eerste keer de aanvoerdersband.
| Jeugdinterlands van Bilal Hussein voor Zweden () | Jeugdinterlands van Bilal Hussein voor Zweden () | Jeugdinterlands van Bilal Hussein voor Zweden () | Jeugdinterlands van Bilal Hussein voor Zweden () | Jeugdinterlands van Bilal Hussein voor Zweden () | Jeugdinterlands van Bilal Hussein voor Zweden () |
| №                                                | Datum                                            | Wedstrijd                                        | Uitslag                                          | Soort Wedstrijd                                  | Doelpunten                                       |
| Als speler bij Zweden –17                        | Als speler bij Zweden –17                        | Als speler bij Zweden –17                        | Als speler bij Zweden –17                        | Als speler bij Zweden –17                        | Als speler bij Zweden –17                        |
| ------------------------------------------------ | ------------------------------------------------ | ------------------------------------------------ | ------------------------------------------------ | ------------------------------------------------ | ------------------------------------------------ |
| 1.                                               | 31 augustus 2017                                 | Slowakije – Zweden                               | 0 – 1                                            | Vriendschappelijk                                |                                                  |
| 2.                                               | 2 september 2017                                 | Zweden – Noorwegen                               | 1 – 1                                            | Vriendschappelijk                                |                                                  |
| 3.                                               | 4 september 2017                                 | Zweden – Roemenië                                | 3 – 1                                            | Vriendschappelijk                                |                                                  |
| Als speler bij Zweden –18                        |                                                  |                                                  |                                                  |                                                  |                                                  |
| 1.                                               | 5 juni 2018                                      | Zweden – Hongarije                               | 1 – 3                                            | Vriendschappelijk                                |                                                  |
| 2.                                               | 9 juni 2018                                      | Turkije – Zweden                                 | 3 – 2                                            | Vriendschappelijk                                |                                                  |
| Als speler bij Zweden –19                        |                                                  |                                                  |                                                  |                                                  |                                                  |
| 1.                                               | 7 september 2018                                 | Zweden – Oostenrijk                              | 0 – 2                                            | Vriendschappelijk                                |                                                  |
| 2.                                               | 14 november 2018                                 | Zweden – San Marino                              | 2 – 1                                            | EK-kwalificatie                                  |                                                  |
| 3.                                               | 17 november 2018                                 | Zweden – Wales                                   | 1 – 2                                            | EK-kwalificatie                                  |                                                  |
| 4.                                               | 20 november 2018                                 | Zweden – Schotland                               | 2 – 2                                            | EK-kwalificatie                                  |                                                  |
| Als speler bij Zweden –21                        |                                                  |                                                  |                                                  |                                                  |                                                  |
| 1.                                               | 22 maart 2019                                    | Rusland – Zweden                                 | 2 – 0                                            | Vriendschappelijk                                |                                                  |
| 2.                                               | 25 maart 2019                                    | Zweden – Schotland                               | 2 – 1                                            | Vriendschappelijk                                | Goal                                             |
| 3.                                               | 7 juni 2019                                      | Zweden – Noorwegen                               | 3 – 1                                            | Vriendschappelijk                                |                                                  |
| 4.                                               | 11 juni 2019                                     | Finland – Zweden                                 | 2 – 3                                            | Vriendschappelijk                                |                                                  |
| 5.                                               | 10 september 2019                                | Zweden – Ierland                                 | 1 – 3                                            | EK-kwalificatie                                  |                                                  |
| 6.                                               | 12 oktober 2019                                  | Zweden – IJsland                                 | 5 – 0                                            | EK-kwalificatie                                  |                                                  |
| 7.                                               | 15 oktober 2019                                  | Luxemburg – Zweden                               | 0 – 3                                            | EK-kwalificatie                                  |                                                  |
| 8.                                               | 18 november 2020                                 | Italië – Zweden                                  | 4 – 1                                            | EK-kwalificatie                                  |                                                  |
| 9.                                               | 3 juni 2021                                      | Zweden – Finland                                 | 2 – 0                                            | Vriendschappelijk                                |                                                  |
| 10.                                              | 8 juni 2021                                      | Zweden – Luxemburg                               | 6 – 0                                            | EK-kwalificatie                                  |                                                  |
| 11.                                              | 3 september 2021                                 | Montenegro – Zweden                              | 1 – 3                                            | EK-kwalificatie                                  |                                                  |
| 12.                                              | 7 september 2021                                 | Bosnië en Herzegovina – Zweden                   | 1 – 1                                            | EK-kwalificatie                                  |                                                  |
| 13.                                              | 8 oktober 2021                                   | Zweden – Montenegro                              | 3 – 1                                            | EK-kwalificatie                                  |                                                  |
| 14.                                              | 12 oktober 2021                                  | Italië – Zweden                                  | 1 – 1                                            | EK-kwalificatie                                  |                                                  |
| 15.                                              | 12 november 2021                                 | Zweden – Bosnië en Herzegovina                   | 4 – 0                                            | EK-kwalificatie                                  |                                                  |
| 16.                                              | 16 november 2021                                 | Ierland – Zweden                                 | 1 – 0                                            | EK-kwalificatie                                  |                                                  |
| 17.                                              | 29 maart 2022                                    | Zweden – Ierland                                 | 0 – 2                                            | EK-kwalificatie                                  |                                                  |
| 18.                                              | 2 juni 2022                                      | Luxemburg – Zweden                               | 0 – 3                                            | EK-kwalificatie                                  | Goal                                             |
| 19.                                              | 9 juni 2022                                      | Zweden – Italie                                  | 1 – 1                                            | EK-kwalificatie                                  |                                                  |
| Bijgewerkt tot 31 mei 2024                       |                                                  |                                                  |                                                  |                                                  |                                                  |

### Zweedse elftal
Begin 2023 werd Hussein door Bondscoach Janne Andersson meegenomen naar een trainingskamp in Portugal. Op 9 januari maakte hij zijn debuut in het Zweedse elftal tijdens de met 2-0 gewonnen oefeninterland tegen Finland. Bondscoach Janne Andersson liet hem in de 68e minuut invallen voor Hugo Larsson. Een paar dagen speelde hij zijn tweede en voorlopig laatste interland tegen IJsland.
| Interlands van Bilal Hussein voor Zweden | Interlands van Bilal Hussein voor Zweden | Interlands van Bilal Hussein voor Zweden | Interlands van Bilal Hussein voor Zweden | Interlands van Bilal Hussein voor Zweden | Interlands van Bilal Hussein voor Zweden |
| №                                        | Datum                                    | Wedstrijd                                | Uitslag                                  | Soort Wedstrijd                          | Doelpunten                               |
| ---------------------------------------- | ---------------------------------------- | ---------------------------------------- | ---------------------------------------- | ---------------------------------------- | ---------------------------------------- |
| 1.                                       | 9 januari 2023                           | Zweden – Finland                         | 2 – 0                                    | Vriendschappelijk                        |                                          |
| 1.                                       | 12 januari 2023                          | Zweden – IJsland                         | 2 – 1                                    | Vriendschappelijk                        |                                          |
| Bijgewerkt tot 31 mei 2024               |                                          |                                          |                                          |                                          |                                          |

## Erelijst
| Allsvenskan | 1x | 2018 |